# Hijos de Rivera
Hijos de Rivera, S.A. er et spansk bryggeri, der blev etableret i 1906 i A Coruña, Galicien. Deres primære ølmærke er Estrella Galicia, en 5,5 % abv pale lager.
I 1906 etablerede José María Rivera Corral virksomheden La Estrella de Galicia i byen A Coruña.